# Никола Лячевски
Никола Лячевски, известен още като Коле Лячето, е югославски комунистически партизанин.

## Биография
Роден е на 27 март 1923 година в град Битоля в работническо семейство. Завършва 4 клас в гимназията в родния си град. Става член на Съюза на комунистическата младеж на Югославия. Веднъж е арестуван в село Лажец, докато пренася писма, но впоследствие е пуснат поради липса на доказателства. Повикан е в българската армия, но отказва да замине и става партизанин в първа македонска ударна бригада на 3 септември 1943 година. Умира на 9 юни 1944 година в планината Бистрица.